# 佐久サテライト
佐久サテライト（さくサテライト）は、長野県佐久市にあるテレビ中継局である。

## 概要
- 当サテライトは、佐久市下平尾字温流2852番2号の平尾富士に置かれ、佐久地域などに電波を発射している。
- なお、NHKとSBC及びTSBの中継局名は『佐久テレビ中継放送所』、NBSの中継局名は『佐久テレビ中継放送局』であるが、ここでは一括して『佐久サテライト』として記述する。
- また、ここでは、2007年10月に開局したデジタルテレビの中継局についても併せて記述する。

## 送信施設概要

### アナログテレビ
| 放送局名          | チャンネル | 空中線電力        | ERP               | 放送対象地域 | 放送区域内世帯数 |
| SBC信越放送       | 24ch       | 映像30W /音声7.5W | 映像165W /音声41W | 長野県       | 約2万4千世帯     |
| NHK長野教育テレビ | 26ch       | 映像30W /音声7.5W | 映像165W /音声41W | 全国         | 約2万4千世帯     |
| NHK長野総合テレビ | 28ch       | 映像30W /音声7.5W | 映像160W /音声40W | 長野県       | 約2万4千世帯     |
| NBS長野放送       | 32ch       | 映像30W /音声7.5W | 映像200W /音声50W | 長野県       | 約2万世帯        |
| TSBテレビ信州     | 34ch       | 映像30W /音声7.5W | 映像200W /音声50W | 長野県       | 約2万世帯        |
| abn長野朝日放送   | 36ch       | 映像30W /音声7.5W | 映像200W /音声50W | 長野県       | 約2万世帯        |

### デジタルテレビ
| リモコンキーID | 放送局名          | 物理チャンネル | 空中線電力 | ERP   | 放送対象地域 | 放送区域内世帯数 |
| 1              | NHK長野総合テレビ | 50ch           | 3W         | 15.5W | 長野県       | 約-世帯          |
| 2              | NHK長野教育テレビ | 27ch           | 3W         | 15.5W | 全国         | 約-世帯          |
| 4              | TSBテレビ信州     | 22ch           | 3W         | 15.5W | 長野県       | 約-世帯          |
| 5              | abn長野朝日放送   | 21ch           | 3W         | 15.5W | 長野県       | 約-世帯          |
| 6              | SBC信越放送       | 51ch           | 3W         | 15.5W | 長野県       | 約-世帯          |
| 8              | NBS長野放送       | 49ch           | 3W         | 15.5W | 長野県       | 約-世帯          |